# USS LST-862
O USS LST-862 foi um navio de guerra norte-americano da classe LST que operou durante a Segunda Guerra Mundial.